# Office fédéral pour la protection de la Constitution et la lutte contre le terrorisme
Ne pas confondre avec Office fédéral de protection de la constitution (Bundesamt für Verfassungsschutz) qui est l'agence de renseignement allemand
Pour les articles homonymes, voir BVT.
L'Office fédéral pour la protection de la Constitution et la lutte contre le terrorisme (en allemand Bundesamt für Verfassungsschutz und Terrorismusbekämpfung : BVT) est le service autrichien de renseignements intérieur, chargé de la protection des organes constitutionnels de la République d'Autriche et de leur fonctionnement.
L'agence a été créée à partir de la police d'État autrichienne , ainsi que de divers groupes de travail spéciaux ciblant le crime organisé et le terrorisme qui étaient sous la direction de la Direction générale de la sécurité publique (Generaldirektion für die öffentliche Sicherheit, « GDföS »), qui est lui-même un département du ministère fédéral de l'Intérieur. Le BVT publie le Verfassungsschutzbericht , un rapport annuel sur l'état de la protection de la constitution.

## Historique
Le BVT a été créé en 2002 par la réorganisation de diverses équipes spéciales du ministère fédéral de l'Intérieur et de l'ancienne police d'État. Cela a été entrepris en réaction à un danger perçu pour la sécurité publique causé par une augmentation du terrorisme international. À la suite des attentats du 11 septembre, le ministre fédéral de l'Intérieur Ernst Strasser a ordonné la restructuration des efforts autrichiens de lutte contre le terrorisme.
Gert-René Polli, officier du Heeresnachrichtenamt, a été nommé administrateur. Après la démission de Polli en octobre 2007, Peter Gridling, ancien directeur d'un groupe de travail antiterroriste autrichien, a été nommé son successeur.
Le 28 février 2018, le BVT a été perquisitionné par la police fédérale autrichienne sur ordre de procureurs agissant dans le cadre d'une enquête anti-corruption, prenant des informations sensibles sur des groupes d'extrême-droite connus pour être proches du FPÖ. Peter Gridling a été suspendu de ses fonctions lorsque les raids ont eu lieu.
Au lendemain de l'attentat de Vienne en 2020, le BVT est à nouveau dans la tourmente car des informations lui avaient été communiquées de la part des services de renseignements slovaques et allemands sans avoir fait l'objet de surveillances particulières.